# Augosoma
Augosoma (лат.) — род жуков из подсемейства Dynastinae в семействе пластинчатоусые. Род включает очень крупных (40-100 миллиметров) глянцево-черных или темно-коричневых жуков. У самцов на голове длинные изогнутые рога. Самки безрогие. Эти жуки встречаются в тропической Западной Африке (Камерун, Центральноафриканская Республика).

## Виды
Род включает в себя 2 вида:
- Augosoma centaurus (Fabricius, 1775)
- Augosoma hippocrates Milani, 1996